# Масаев, Адам Шамсудинович
Адам Шамсудинович Масаев (род. 21 февраля 2000 года) — российский боец смешанных единоборств, представитель легкой весовой категории. Выступает на профессиональном уровне с 2019 года, известен по участию в турнирах престижной бойцовской организации ACA.

## Биография
Родился 21 февраля 2000 года в станице Орджоникидзевская Сунженского района республики Ингушетия, когда его родители покинули Чечню и переехали туда из-за Второй чеченской войны, начавшейся в 1999 году. Вырос в городе Грозном Чеченской Республики. По национальности чеченец, представитель тайпа варандой.
Учился в школе №63 города Грозного, после окончания 9-го класса поступил в ТПТФиП. Имеет среднее образование. С 10 лет занимается спортом; любовь к спорту ему привили старшие братья. Является многократным победителем и призером соревнований различного уровня по различным видам единоборств. В 2018 году начал тренировки по ММА в бойцовском клубе "Беркут" под руководством тренеров Сайфуллаха Джабраилова и Руслана Лорсанова, а в 2019 году дебютировал в профессиональном ММА.

## Спортивные достижения
- Турнир СКФО по ММА free fighting — ;
- Чемпионат ЮФО по грепплингу (2020) — ;
- Чемпионат России по грепплингу (2020) — ;
- Всероссийский турнир по панкратиону (2020) — ;
- Чемпионат мира acbjj — ;
- Чемпионат мира acbjj — ;
- Кубок России по кудо — ;
- Открытый турнир по ММА имени А.А-Х. Кадырова — ;
- Всероссийский турнир по панкратиону (2020) — ;
- Чемпионат России по грепплингу (2015) — ;
- Чемпионат Чеченской республики по грепплингу (2017) — ;
- Чемпионат СКФО по грепплингу (2017) — ;
- Чемпионат мира по грепплингу (2017) — ;
- Чемпионат мира по грепплингу (2017) — ;
- Чемпионат мира по грэплингу gi (no-gi) (2015[1]) — ;
- Кубок Москвы по панкратиону до 84 кг (2019[2][3]) — .

## Статистика ММА
| Боёв 9          | Побед 9 | Поражений 0 |
| --------------- | ------- | ----------- |
| Нокаутом        | 2       | 0           |
| Сдачей          | 6       | 0           |
| Решением        | 1       | 0           |
| Ничьи           | 0       | 0           |
| Не состоявшихся | 0       | 0           |

| Результат | Рекорд | Соперник          | Способ                             | Турнир                                                              | Дата            | Раунд | Время | Место               | Примечание        |
| --------- | ------ | ----------------- | ---------------------------------- | ------------------------------------------------------------------- | --------------- | ----- | ----- | ------------------- | ----------------- |
| Победа    | 9-0    | Магомед Алиев     | Сабмишном (удушение гильотиной)    | ACA YE 28 - ACA Young Eagles 28                                     | 20 августа 2022 | 1     | 0:37  | Грозный             |                   |
| Победа    | 8-0    | Шамиль Муталимов  | Сабмишном (удушение треугольником) | ACA YE 23 - ACA Young Eagles 23: Grand Prix Finals                  | 24 июля 2021    | 2     | 2:20  | Грозный             |                   |
| Победа    | 7-0    | Азам Мирзоев      | Техническим нокаутом (удары)       | ACA Young Eagles 19                                                 | 24 июля 2021    | 1     | 1:44  | Толстой-Юрт         |                   |
| Победа    | 6-0    | Жаныбек Жансариев | Сабмишном (Calf Slicer)            | ACA YE 17 ACA Young Eagles 17: Grand Prix 2021 Opening Round 2      | 20 февраля 2021 | 1     | 0:20  | Толстой-Юрт         |                   |
| Победа    | 5-0    | Садырдын Кулачбек | Сабмишном (удушение треугольником) | Free Fighting MMA- tournament of Teams of the North Caucasus in MMA | 13 декабря 2020 | 1     | 1:01  | Ставропольский край |                   |
| Победа    | 4-0    | Арутюн Багдасарян | Сабмишном (удушение треугольником) | ACA YE 14 ACA Young Eagles                                          | 14 ноября 2020  | 1     | 1:20  | Толстой-Юрт         |                   |
| Победа    | 3-0    | Илья Карымов      | Сабмишном (удушение треугольником) | BYE 11 Berkut Young Eagles                                          | 2 ноября 2019   | 1     | 2:13  | Новороссийск        |                   |
| Победа    | 2-0    | Кимран Ракимов    | Решением (единогласным)            | OFC 5 Only Fighting Championship 5                                  | 14 июля 2019    | 3     | 5:00  |                     |                   |
| Победа    | 1-0    | Расул Каимов      | Техническим нокаутом ()            | OFC 3 Only Fighting Championship 3                                  | 24 февраля 2019 | 2     | 2:52  | Грозный             | Дебют в проф. ММА |